# Nacional de Ingenieros Coliseum

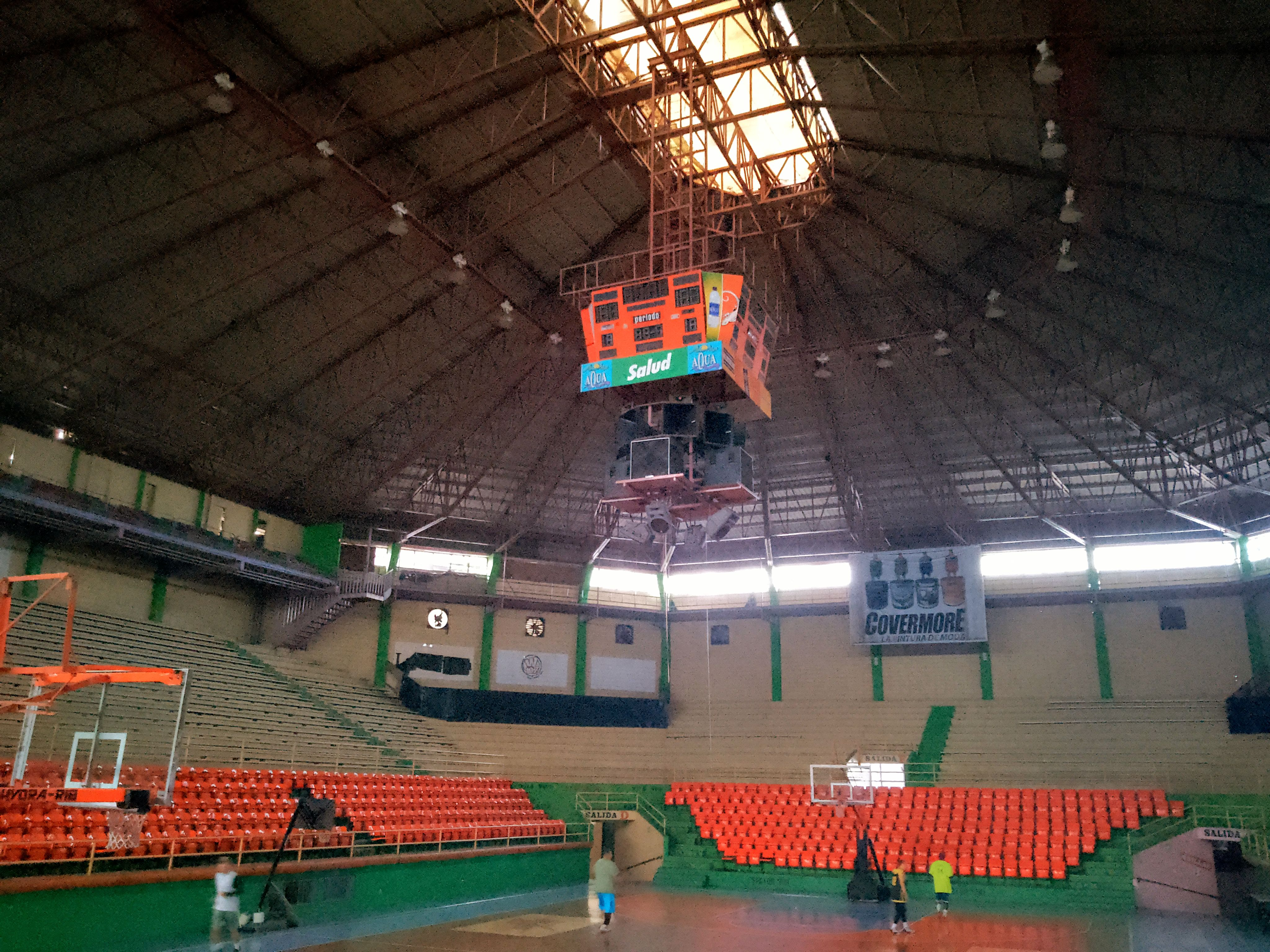
Vista al interior del complejo.

El Nacional de Ingenieros Coliseum es un estadio cubierto ubicado en Tegucigalpa, Honduras. Aunque funciona principalmente como un centro de eventos deportivos -principalmente de baloncesto-, también el recinto suele ser utilizado la presentación de recitales, encuentros religiosos y exposiciones.

## Historia
El equipo de baloncesto Nacional de Ingenieros fue fundado en 1978 por el ingeniero Ivis López y su esposa Lily de López. Posteriormente inician los pasos para construir el coliseo, que es inaugurado el 10 de enero de 1997.

## Áreas deportivas
El Nacional de Ingenieros Coliseum cuenta con una cancha central bajo techo con gradería y asientos con capacidad para 7 500 personas, además cuenta con 13 canchas de baloncesto al aire libre disponibles para el público en general, y tiene iluminación halógena para su uso durante la noche.

## Deportes practicados
Además del baloncesto, también son practicados los siguientes deportes:
- Aeróbicos
- Yoga
- Taichí
- Pilates

El coliseo además es utilizado para prácticas de baile moderno, jazz y tap.

## Presentaciones
- Shakira, 14 de agosto de 1996.
- LMFAO, 29 de diciembre de 2011.[4]
- WWE, 25 de febrero de 2012.
- Harlem Globetrotters, 7 de noviembre de 2013.[5]
- Enrique Bunbury, 20 de marzo de 2012[6] y 20 de marzo de 2014.[7]
- Iglesia Universal día 23 de septiembre con el Evento - Dios Salve a las familias[8]
- Mon Laferte, 25 de abril de 2024[9]